# Iglesia de Gagra
La Iglesia de Gagra, también conocida como Abaata (en georgiano: გაგრის ეკლესია) es una iglesia cristiana de la Edad Media en Gagra en Abjasia, Georgia. Una de las iglesias más antiguas de Abjasia, es una sencilla basílica de tres naves construida en el siglo VI y reconstruida en 1902.La iglesia de Gagra está inscrita en la lista de Monumentos de Importancia Nacional de Georgia.

## Descripción

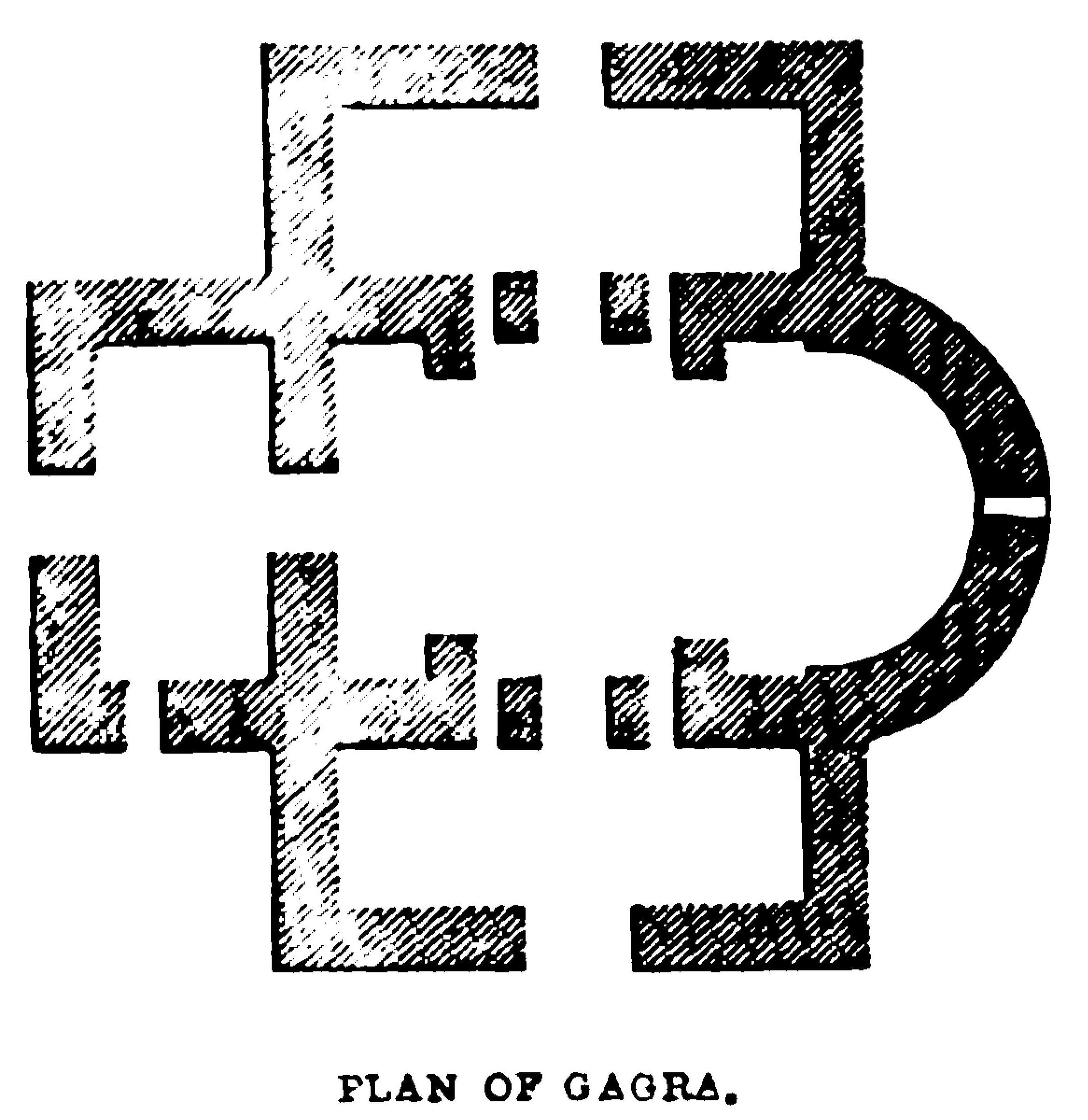
Plano del año 1850 de la isglesia de Gagra. (1850).

La iglesia de Gagra se encuentra en el territorio de una fortaleza contemporánea conocida como Abaata, ahora completamente en ruinas. La iglesia, está construida por bloques de piedra de sillería. La entrada principal es por el nártex del oeste. Consta de tres naves que se encuentran conectadas entre sí a través de puertas. La nave principal se ilumina a través de tres ventanas en el muro sur, con una ventana en el muro oeste y otra en el altar, sus paredes no tienen decoración. En la fachada occidental se puede ver la cruz de Bolnis en un círculo, similar a la que exhibe la catedral de Svetitsjoveli, que es un rasgo distintivo de la arquitectura georgiana.

## Historia
Fue completamente reconstruida en 1902 a instancias de la princesa Eugenia Maximilianovna de Leuchtenberg, esposa del duque Alexander Petrovich de Oldenburg, un miembro de la familia imperial rusa, que convirtió a Gagra en un balneario. El 9 de enero de 1903 el edificio de la iglesia fue consagrada como la «Iglesia de San Hipatio». Al mismo tiempo, la antigua fortaleza de Abaata fue demolida para allanar el camino a la construcción de un hotel. En la era soviética, el edificio de la iglesia fue utilizado como un museo de armas antiguas. El edificio volvió a tener una renovación en 2007 y fue restaurada para uso del culto cristianismo ortodoxo en 2012.